# Olympische Sommerspiele 1972/Segeln – Star
Die Segelregatta mit der Starboot bei den Olympischen Sommerspielen 1972 fand vom 29. August bis 8. September statt. Austragungsort war das Olympiazentrum Schilksee in der Kieler Förde.
Die Regatta war eine Offene Klasse, somit durften sowohl Männer als auch Frauen teilnehmen. Es traten jedoch ausschließlich Männer an.

## Zeitplan
Wegen des Olympia-Attentats wurden die Spiele am 6. September unterbrochen. Das Finale sollte einen Tag später stattfinden, musste jedoch um einen weiteren Tag wegen starken Nebels und Windstille verschoben werden.
| ● | Regatta | ● | Medaillenentscheidung |

| Datum               | August  | August  | August  | August  | August  | August  | September | September | September | September | September | September | September | September | September | September | September |
| Datum               | 26. Sa. | 27. So. | 28. Mo. | 29. Di. | 30. Mi. | 31. Do. | 1. Fr.    | 2. Sa.    | 3. So.    | 4. Mo.    | 5. Di.    | 6. Mi.    | 7. Do.    | 8. Fr.    | 9. Sa.    | 10. So.   | 11. Mo.   |
| ------------------- | ------- | ------- | ------- | ------- | ------- | ------- | --------- | --------- | --------- | --------- | --------- | --------- | --------- | --------- | --------- | --------- | --------- |
| Star (geplant)      |         |         |         | ●       | ●       | ●       | ●         | frei      | frei      | ●         | ●         | ●         | frei      | frei      |           |           |           |
| Star (durchgeführt) |         |         |         | ●       | ●       | ●       | ●         | frei      | frei      | ●         | ●         |           | Nebel     | ●         |           |           |           |

## Kurs
Für die Regatta wurde der Regattakurs B(ravo) genutzt (rot). Die Abbildung zeigt den Mittelpunkt bei (54°30'30'’N, 10°13'00'’E) mit einem Radius von 2 nautischen Meilen. Dies entsprach der Distanz zwischen Punkt 1 und 3.

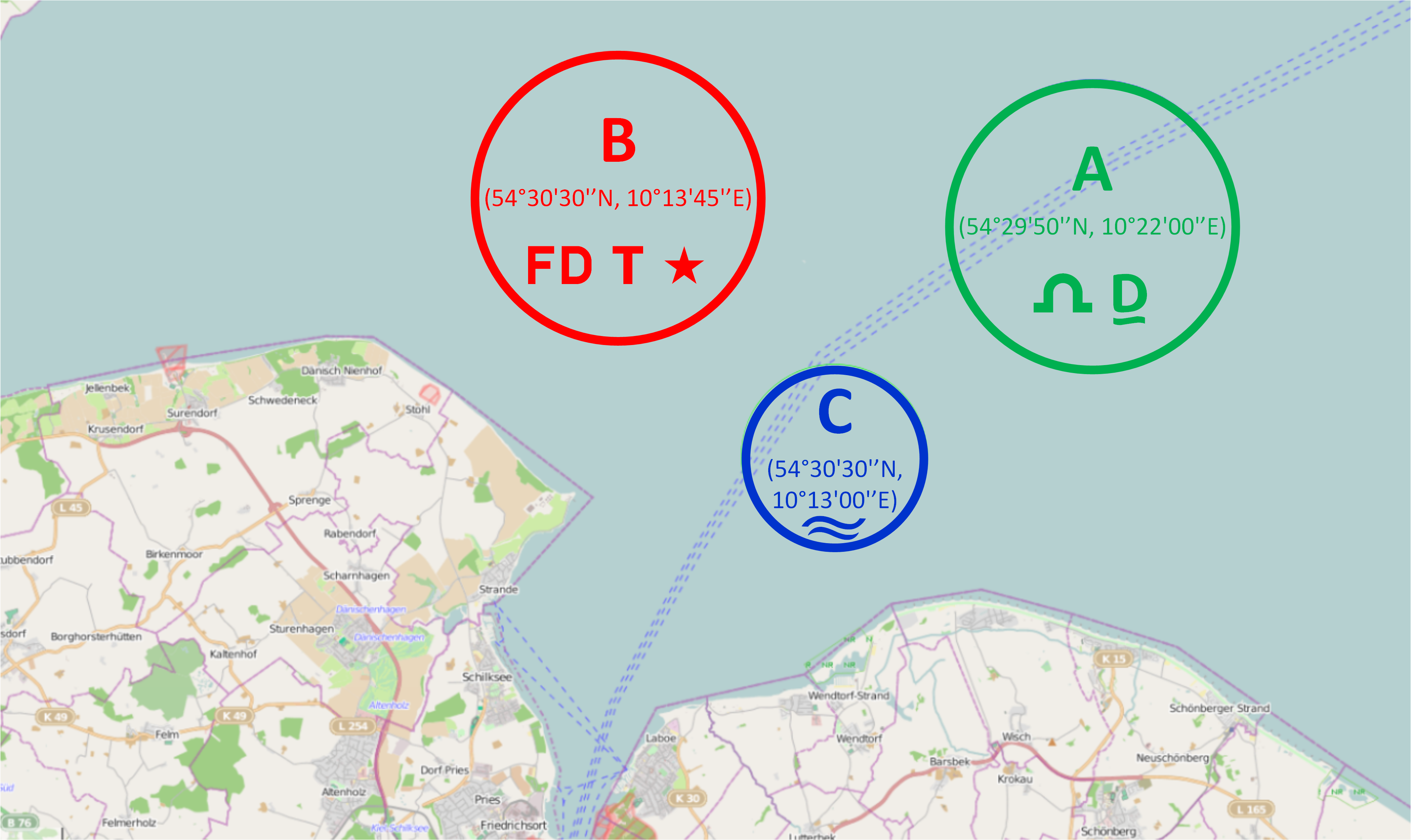
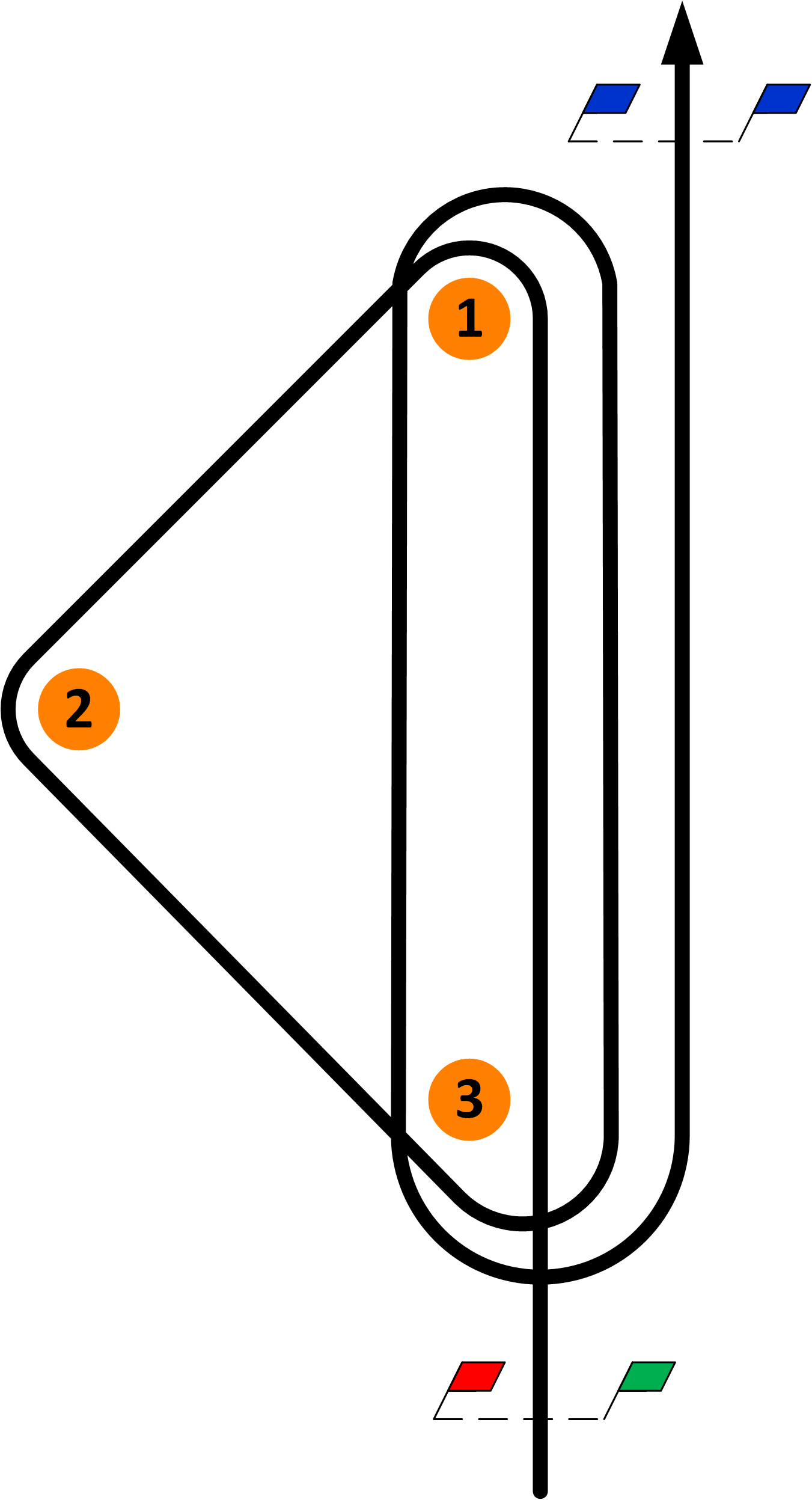

### Tagesplatzierungen

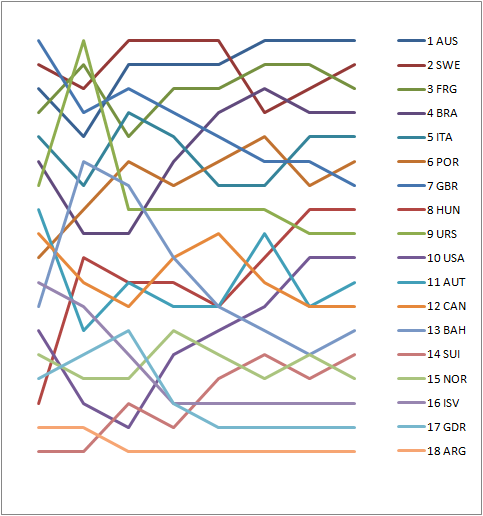

## Ergebnisse
| Rang | Land | Steuermann         | Crew               | Rennen I | Rennen I | Rennen II | Rennen II | Rennen III | Rennen III | Rennen IV | Rennen IV | Rennen V | Rennen V | Rennen VI | Rennen VI | Rennen VII | Rennen VII | Punkte | Punkte                |
| Rang | Land | Steuermann         | Crew               | Rang     | Pkt.     | Rang      | Pkt.      | Rang       | Pkt.       | Rang      | Pkt.      | Rang     | Pkt.     | Rang      | Pkt.      | Rang       | Pkt.       | Gesamt | Mit Streich- ergebnis |
| ---- | ---- | ------------------ | ------------------ | -------- | -------- | --------- | --------- | ---------- | ---------- | --------- | --------- | -------- | -------- | --------- | --------- | ---------- | ---------- | ------ | --------------------- |
|      | AUS  | David Forbes       | John Anderson      | 3        | 5,7      | 8         | 14,0      | 2          | 3,0        | 3         | 5,7       | 4        | 8,0      | 1         | 0,0       | 3          | 5,7        | 42,1   | 28,1                  |
|      | SWE  | Pelle Petterson    | Stellan Westerdahl | 2        | 3,0      | 7         | 13,0      | 1          | 0,0        | 4         | 8,0       | 5        | 10,0     | 18        | 24        | 5          | 10,0       | 68,0   | 44,0                  |
|      | GER  | Wilhelm Kuhweide   | Karsten Meyer      | 4        | 8,0      | 3         | 5,7       | 11         | 17,0       | 2         | 3,0       | 6        | 11,7     | 4         | 8,0       | 4          | 8,0        | 68,0   | 44,0                  |
| 4    | BRA  | Jörg Bruder        | Jan Willem Aten    | 6        | 11,7     | 10        | 16,0      | 8          | 14,0       | 5         | 10,0      | 1        | 0,0      | 2         | 3,0       | 8          | 14,0       | 68,7   | 52,7                  |
| 5    | ITA  | Flavio Scala       | Mauro Testa        | 5        | 10,0     | 6         | 11,7      | 3          | 5,7        | 10        | 16,0      | 13       | 19,0     | 9         | 15,0      | 1          | 0,0        | 77,4   | 58,4                  |
| 6    | POR  | António Correia    | Henrique Anjos     | 10       | 16,0     | 4         | 8,0       | 6          | 11,7       | 11        | 17,0      | 3        | 5,7      | 5         | 10,0      | 17         | 23,0       | 91,4   | 68,4                  |
| 7    | GBR  | Stuart Jardine     | John Wastall       | 1        | 0,0      | 13        | 19,0      | 4          | 8,0        | 6         | 11,7      | 11       | 17,0     | 10        | 16,0      | 10         | 16,0       | 87,7   | 68,7                  |
| 8    | HUN  | András Gosztonyi   | György Holovits    | 16       | 22,0     | 5         | 10,0      | 7          | 13,0       | 13        | 19,0      | 9        | 15,0     | 8         | 14,0      | 2          | 3,0        | 98,0   | 76,0                  |
| 9    | URS  | Boris Budnikow     | Wladimir Wasiljew  | 7        | 13,0     | 1         | 0,0       | DSQ        | 26,0       | 14        | 20,0      | 8        | 16,0     | 14        | 20,0      | 9          | 15,0       | 102,0  | 76,0                  |
| 10   | USA  | Alan Holt          | Richard Gates      | 13       | 19,0     | DSQ       | 26,0      | 13         | 19,0       | 7         | 13,0      | 2        | 3,0      | 12        | 18,0      | 11         | 17,0       | 115,0  | 89,0                  |
| 11   | AUT  | Manfred Stelzl     | Peter Luschan      | 8        | 16,0     | 15        | 21,0      | 5          | 10,0       | 15        | 21,0      | 7        | 13,0     | 7         | 13,0      | 18         | 24,0       | 116,0  | 92,0                  |
| 12   | CAN  | Ian Bruce          | Peter Bjorn        | 9        | 15,0     | 12        | 18,0      | 16         | 22,0       | 1         | 0,0       | 15       | 21,0     | 15        | 21,0      | 13         | 19,0       | 116,0  | 94,0                  |
| 13   | BAH  | Durward Knowles    | Montague Higgs     | 12       | 18,0     | 2         | 3,0       | 10         | 16,0       | 12        | 18,0      | DNF      | 24,0     | 16        | 22,0      | 14         | 20,0       | 121,0  | 97,0                  |
| 14   | SUI  | Edwin Bernet       | Rolf Amrein        | DSQ      | 26,0     | 16        | 22,0      | 9          | 15,0       | 14        | 20,0      | 10       | 16,0     | 3         | 5,7       | 15         | 21,0       | 125,7  | 99,7                  |
| 15   | NOR  | Bjørn Lofterød     | Odd Roar Lofterød  | 14       | 20,0     | 14        | 20,0      | 12         | 18,0       | 9         | 15,0      | 12       | 18,0     | 11        | 17,0      | 7          | 13,0       | 121,0  | 101,0                 |
| 16   | ISV  | Kenneth Klein      | Peter Jackson      | 11       | 17,0     | 11        | 17,0      | 17         | 23,0       | 17        | 23,0      | 14       | 20,0     | 6         | 11,7      | 12         | 18,0       | 129,7  | 106,7                 |
| 17   | DDR  | Herbert Weichert   | Hans-Joachim Lange | 15       | 21,0     | 9         | 15,0      | 14         | 20,0       | DNF       | 24,0      | 16       | 22,0     | 13        | 19,0      | 6          | 11,7       | 132,7  | 108,7                 |
| 18   | ARG  | Guillermo Calegari | Luis Schenone      | 17       | 23,0     | 17        | 23,0      | 15         | 21,0       | 16        | 22,0      | 17       | 23,0     | 17        | 23,0      | 16         | 22,0       | 167,0  | 134,0                 |